# St. Peter und Paul (Ottersried)

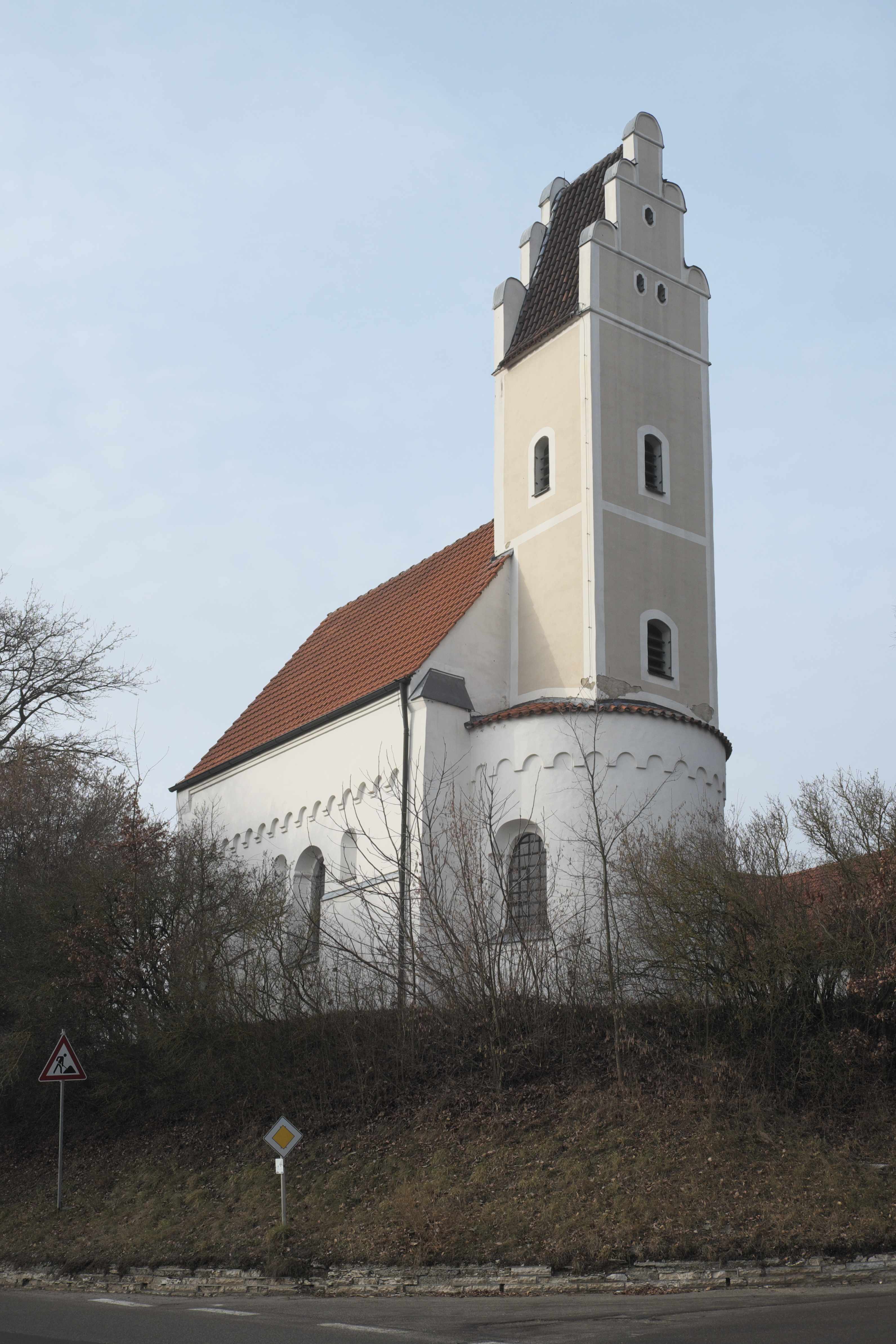
St. Peter und Paul in Ottersried

Die römisch-katholische Kirche St. Peter und Paul steht in Ottersried, einem Gemeindeteil von Rohrbach im oberbayerischen Landkreis Pfaffenhofen an der Ilm. Sie ist in der Liste der Baudenkmäler in Rohrbach (Ilm) unter der Nr. D-1-86-149-14 eingetragen. Die Kirche ist eine Filialkirche der Pfarreiengemeinschaft Rohrbach-Rohr-Fahlenbach im Dekanat Pfaffenhofen (Bistum Augsburg).

## Beschreibung
Die im Kern spätromanische Saalkirche wurde im 14. Jahrhundert erbaut. Sie besteht aus dem Langhaus und dem eingezogenen, halbrund geschlossenen Chor im Osten. Dem Chor wurde im 16. Jahrhundert ein Kirchturm aufgesetzt, der mit einem Satteldach zwischen seinen Staffelgiebeln bedeckt ist. Apsis und Langhaus sind mit einer Bogenfriesblende geschmückt und haben Rundbogenfenster.
Der Innenraum des Langhauses ist seit dem 17. Jahrhundert mit einem korbbogigen Tonnengewölbe überspannt, der des Chors mit einer Flachdecke. Am Ende des 17. Jahrhunderts wurde ein Altar aufgestellt, der von den Skulpturen der Kirchenpatrone Simon Petrus und Paulus von Tarsus flankiert wird. Hauptbild des Altars ist eine Kreuzigungsgruppe zwischen zwei Weinrebsäulen.